# Superpuchar Portugalii w piłce siatkowej mężczyzn (2015)
Superpuchar Portugalii w piłce siatkowej mężczyzn 2015 – 19. edycja rozgrywek o Superpuchar Portugalii rozegrana 3 października 2015 roku w Pavilhão Multidesportos Mário Mexia w Coimbrze. W meczu o Superpuchar udział wzięły dwa kluby: mistrz i zdobywca Pucharu Portugalii w sezonie 2014/2015 - SL Benfica oraz finalista Pucharu Portugalii 2015 - SC Espinho.
Po raz szósty zdobywcą Superpucharu Portugalii został klub SL Benfica.

## Drużyny uczestniczące
| Drużyna    | Osiągnięcia w sezonie 2014/2015           |
| ---------- | ----------------------------------------- |
| SL Benfica | mistrzostwo i zdobycie Pucharu Portugalii |
| SC Espinho | finał Pucharu Portugalii                  |

## Mecz
Sobota, 3 października 2015 – 15:00 (UTC+1) • Pavilhão Multidesportos Mário Mexia, Coimbra
Czas trwania meczu: 75 minut
| SC Espinho        | 0:3                          | SL Benfica         |
| José Rojas 10 pkt | (23:25, 17:25, 14:25) raport | Hugo Gaspar 18 pkt |

| Poz.        | Nr | Zawodnik         | 1        | 2        | 3        | 4 | 5 | Pkt |
| ----------- | -- | ---------------- | -------- | -------- | -------- | - | - | --- |
| P           | 1  | José Rojas       | 6 trzy   | 5 dwa    | 9 sześć  |   |   | 10  |
| P/A         | 5  | Filipe Pinto     | 8 pięć   | 7 cztery | 6 trzy   |   |   | 5   |
| Ś           | 6  | Fabrício Silva   | 4 jeden  | 9 sześć  | 4 jeden  |   |   | 6   |
| R           | 8  | Miguel Maia      | 5 dwa    | 4 jeden  | 5 dwa    |   |   |     |
| P           | 12 | Alejandro Sanoja | 9 sześć  | 8 pięć   | 2 zmiana |   |   | 6   |
| Ś           | 14 | Kevin Carabali   | 7 cztery | 6 trzy   | 7 cztery |   |   | 8   |
| L           | 4  | Hugo Ribeiro     | L        | L        | L        |   |   |     |
| Zmiany      |    |                  |          |          |          |   |   |     |
| A           | 2  | Robertão         | 2 zmiana | 2 zmiana | 8 pięć   |   |   | 4   |
| R           | 3  | Tomás Guerra     |          | 2 zmiana |          |   |   |     |
| P           | 7  | Jonathan Nunes   |          | 2 zmiana |          |   |   |     |
| Ś           | 10 | Phelipe Martins  |          |          | 2 zmiana |   |   | 2   |
| P           | 17 | Ary Neto         | 2 zmiana |          | 2 zmiana |   |   |     |
| Trener      |    |                  |          |          |          |   |   |     |
| Filipe Vitó |    |                  |          |          |          |   |   |     |

| Poz.                 | Nr | Zawodnik           | 1        | 2        | 3        | 4 | 5 | Pkt |
| -------------------- | -- | ------------------ | -------- | -------- | -------- | - | - | --- |
| R                    | 1  | Paulo Renan        | 4 jeden  | 5 dwa    | 4 jeden  |   |   | 2   |
| P                    | 3  | André Lopes        | 8 pięć   | 9 sześć  | 8 pięć   |   |   | 8   |
| A                    | 8  | Hugo Gaspar        | 7 cztery | 8 pięć   | 7 cztery |   |   | 18  |
| Ś                    | 9  | Mart van Werkhoven | 9 sześć  | 4 jeden  | 9 sześć  |   |   | 3   |
| P                    | 10 | João Oliveira      | 5 dwa    | 6 trzy   | 5 dwa    |   |   | 6   |
| Ś                    | 16 | Flávio Soares      | 6 trzy   | 7 cztery | 6 trzy   |   |   | 8   |
| L                    | 7  | Ivo Casas          | L        | L        | L        |   |   |     |
| Zmiany               |    |                    |          |          |          |   |   |     |
| P                    | 4  | João Alves         |          |          | 2 zmiana |   |   |     |
| P                    | 5  | Roberto Reis       | 2 zmiana |          |          |   |   |     |
| R                    | 6  | Danilo Gelinski    |          | 2 zmiana | 2 zmiana |   |   |     |
| A                    | 12 | Joan Diaz          |          | 2 zmiana | 2 zmiana |   |   | 1   |
| Nie weszli na boisko |    |                    |          |          |          |   |   |     |
| P                    | 11 | Iwan Kolew         |          |          |          |   |   |     |
| Trener               |    |                    |          |          |          |   |   |     |
| José Jardim          |    |                    |          |          |          |   |   |     |

| Legenda:                                                                                                  |                               |
| A – atakujący L – libero P – przyjmujący                                                                  | R – rozgrywający Ś – środkowy |
| - – strefa, w której zawodnik rozpoczynał danego seta – numer zawodnika, którego zastąpił wchodzący gracz |                               |

## Statystyki meczowe
| ESP | STATYSTYKI        | BEN |
| 54  | MAŁE PUNKTY       | 75  |
| 32  | ATAK              | 33  |
| 9   | BLOK              | 10  |
| 0   | SERWIS            | 3   |
| 13  | BŁĘDY PRZECIWNIKA | 29  |

## Ustawienie wyjściowe drużyn
| Silva Maia Rojas Carabali Pinto Sanoja Ribeiro Renan Oliveira Soares Gaspar Lopes van Werkhoven Casas |